# Condado de Teton (Wyoming)
O Condado de Teton é um dos 23 condados do Estado americano do Wyoming. A sede do condado é Jackson, que é também a sua maior cidade. O condado tem uma área de 10 935 km² (dos quais 554 km² estão cobertos por água), uma população de 21 294 habitantes, e uma densidade populacional de 2,2 hab/km² (segundo o censo nacional de 2010). O condado foi fundado em 1921 e o seu nome provém da Cordilheira Teton (Teton Range), uma subcordilheira das Montanhas Rochosas na fronteira entre Wyoming e Idaho.